# 페코로스, 어머니 만나러 갑니다
페코로스, 어머니 만나러 갑니다(ペコロスの母に会いに行く, Pecoros, Goes to Meet a Mother)는 일본에서 제작된 모리사키 아즈마 감독의 2013년 코미디, 드라마, 가족 영화이다. 이와마츠 료 등이 주연으로 출연하였다.

## 출연

### 주연
- 이와마츠 료
- 아카기 하루에

### 조연
- 하라다 키와코
- 카세 료
- 다케나카 나오토
- 오와다 켄스케
- 마츠모토 와카나
- 하라다 토모요
- 우자키 류도
- 누쿠미즈 요이치
- 호즈미 타카노부
- 시부야 텐가이
- 하루카제 히토미